# Calibanus hookeri
Calibanus hookeri ist eine Pflanzenart der Gattung Calibanus in der Familie der Spargelgewächse (Asparagaceae). Ein englischer Trivialname ist „Calibanus“.

## Beschreibung
Calibanus hookeri bildet einen niedrigen, kugeligen, korkigen, später holzigen Caudex von 30 bis 100 cm Breite. Die dünnen, variablen, rauen, grasartigen, linealischen, blau-grünen, an den Blatträndern gezähnten Blätter sind 30 bis 90 cm lang und 2 bis 3 mm breit.
Der rispige, steife Blütenstand wird 10 bis 20 cm breit. Die Blüten sind violettfarben. Die Art ist dioecious/zweihäutig/zwittrig/eingeschlechtlich.
Die kugel- bis eiförmigen, strohbraunen Kapselfrüchte enthalten einen Samen und sind 8 bis 9 mm lang und 6 bis 7 mm breit. Die dreikantigen Samen sind 3 bis 4 mm lang und 3 mm breit.

## Systematik und Verbreitung
Calibanus hookeri ist in Mexiko in den Bundesstaaten Hidalgo, San Luis Potosi und Tamaulipas in trockenen Gebirgsregionen verbreitet. Sie ist vergesellschaftet mit Coryphanta clavata und verschiedenen Mammillaria-Arten.
Die Erstbeschreibung erfolgte 1911 durch William Trelease.
Einige der zahlreichen Synonyme sind Dasylirion hartwegianum Hook. (1859)  und Dasylirion caespitosum Scheidw. (1861).
Calibanus hookeri ist in Zentral- und Nordost-Mexiko verbreitet. Typisch ist der niedrige, kugelige, korkige, später holzige Caudex. Die dünnen, variablen Blätter ähneln einigen Nolina-Arten mit grasähnlichen Blättern. Die vor kurzem neu beschriebene Art Calibanus glassianus weist Unterschiede in Blütenstand und Frucht auf. Gleichwohl werden Ähnlichkeiten mit Beaucarnea compacta im Erscheinungsbild deutlich.
Calibanus hookeri kann bei trockenem Stand kurze Frostperioden bis minus 8 °C überstehen.

## Nachweise